# أمريتا راو
أمريتا راو (باللغة الكونكانية:ಅಮೃತಾ ರಾವ್) (بالإنجليزية: Amrita Rao)‏ (من مواليد 17 يونيو 1981 -) هي عارضة أزياء هندية وممثلة في بوليوود. وهي الأخت الكبرى للممثلة الصاعدة بريتيكا راو بطلة مسلسل بلا نهاية.
بداية حياتها المهنية كعارضة أزياء، ظهرت راو لأول مرة كممثلة مع آب كه باراس  (2002)، حيث حصلت على جائزة أفضل وجه جديد. وحصلت على أول ترشيح فيلمفلير في فئة أفضل ظهور نسائي لأول مرة. كما أنها عملت في أفلام مثل مين هون نا (2004)، و فيفاه (2006)، وحققت أكبر نجاح تجاري حتى الآن.

## حياتها الشخصية
ولدت أمريتا في مومباي والدها هو ديباك راو. تنتمي إلى أسرة برهمينية بولاية كارناتاكا. وهي تتحدث الإنجليزية، الماراثى، الهندية ولغتها الأم، الكونكانية.

## حياتها المهنية

### عرض الأزياء
التحقت راو بثانوية «سى جى» في مومباي، وجامعة «صوفيا» في وقت لاحق لمتابعة شهادة في علم النفس. أثناء دراستها هناك، أدت اختبار للإعلان عن كريم وجه فيرايفر. ظهورها في إعلان شاوت كاروا كادبوري بيرك وبن برو ساعدها في الحصول على العروض من المخرجين في أفلام بوليوود. ولأنها تريد ان تكمل دراستها رفضت هذه العروض. بعد حصولها على شهادة في علم النفس، بدأت مهنتها باعتبارها ممثلة، والعمل في الأفلام.

### التمثيل
و ظهرت كممثلة لأول مرة في آب كه باراس  (2002)، وبعد ذلك فيلمها في 2003 إشك فيشاك . وفي (2004) لعبت دور البطولة في فيلم ماستي رفقة جينيليا ديسوزا وتارا شارما، وفي نفس السنة مثلت في فيلم مين هون نا، أيضا أطلقت ديور (2004)Vaah!  في الحياة هو أن آيسي  (2005)، شيكار (2005)، وبعدها بيار موهان (2006). انها نجمة في سوراج ار بارجاتيا فيفا  (2006) مع شهيد كابور. أدائها جعلها تحصل علي جائزة دادساحيب فالك.
في عام 2006، لعبت راو أول ادوارها في توليوود مع فيلم التيلجو اثادى مع ماهيش بابو. أعمال أمريتا في عام 2008 تشمل اسمي أنطوني غونسالفيس ومرحبا بكم في ساجانبور. اما أعمال أمريتا في عام 2009 هي النصر، و شورتكوت 

## الجوائز والترشيحات

### جوائز فيلموير
الترشيح 
- 2004 : جائزة فيلموير أفضل انثى في الظهور لأول مرة اشك فيشاك
- 2005 : جائزة فيلموير لأفضل ممثلة مساعدة في Main Hoon Na

### جوائز نجمة الشاشة
الترشيح 
- 2003 : جائزة نجمة الشاشة لافضل وجه جديد-- لانثى عن آب كه باراس
- 2004 : جائزة نجمة الشاشة لافضل وجه جديد -- لانثى عن اشك فيشاك
- 2007 : جائزة نجمة الشاشة لأفضل ممثلة عن فيفاه
- 2007 : جائزة جودي نجمة الشاشة رقم 1 مع شهيد كابور -- فيفاه

### جوائز زى سين
الترشيح 
- 2004 : جائزة زى سين لافضل ظهور لانثى لأول مرة عن اشك فيشاك

### جوائز الفيلم الهندي العالمى
الفائز 
- 2004 : جائزة الفيلم الهندى العالمي لأفضل ظهور لانثى لأول مرة  عن اشك فيشاك

### جوائز ستاردست
الفائز 
- 2004 : ستاردست نجمة الغد اللامعة -- لانثى عن اشك فيشاك
- 2009 : جائزة ستاردست لأفضل ممثلة عن مرحبا بكم في ساجانبور

### الجوائز الأخرى
- 2004 : جوائز سانسوى أفضل الظهور لأول مرة—لانثى عن اشك فيشاك
- 2007 : جائزة GR8 المرأة الشباب الناجح
- 2007 : جوائز اناندالوك بروشكار المواهب الجديدة الواعدة عن فيفاه
- 2007 : جوائز العالم الرياضي جودي للسنة مع شاهيد كابور عن فيفاه
- 2007 : جائزة دادساحيب فالك عن فيفاه

## قائمة أفلامها
| العام   | اسم الفيلم              | الدور                  | ملاحظات                                        |
| ------- | ----------------------- | ---------------------- | ---------------------------------------------- |
| 2002    | آب كه باراس             | أنجالي ثابار / ناندينى |                                                |
| 2002    | أسطورة غاجات سينغ       | منيوالى                |                                                |
| 2003    | اشك فيشاك               | بايل ميهرا             | رشح، لجائزة فيلمفلير لافضل ظهور لانثى لأول مرة |
| (2004)  | ماستى                   | اناكال مهتا            |                                                |
| (2004)  | مين هون نا              | سانجانا (سانجو) باكشي  | رشح، لجائزة فيلمفلير أفضل ممثلة مساعدة         |
| (2004)  | ديوار                   | رادهيكا                |                                                |
| 2005    | Vaah! الحياة هو أن آيسي | برايا                  |                                                |
| 2005    | شيكار                   | مادهفى                 |                                                |
| (2006). | بيار موهان              | بياي                   |                                                |
| (2006). | فيفاه                   | بونام                  |                                                |
| 2007.   | هيا بابى                | نفسها                  | ظهور خاص في أغنية Heyy Babyy                   |
| 2007.   | اثيدهى                  | أمريتا                 | فيلم تيلجو                                     |
| 2008.   | اسمي أنطوني غونسالفيس   | ريا                    |                                                |
| 2008.   | شوريا                   | نيرجا راثود            | ظهور خاص                                       |
| 2008.   | مرحبا بكم في ساجانبور   | كاملا                  | الفائز بجائزة ستاردست لأفضل ممثلة              |
| 2009    | النصر                   | ناندينى                |                                                |
| 2009    | شورت كوت : كون اون      | منسي                   |                                                |
| 2009    | Life Partner            | أنجلي كومار            | ظهور خاص                                       |
| 2010    | Jaane Kahan Se Aayi Hai | أخت تارا               | ظهور خاص                                       |
| 2011    | Love U...Mr. Kalakaar!  | ريتو                   |                                                |
| 2013    | Jolly LLB               | سانديا                 |                                                |
| 2013    | Singh Sahab the Great   | صحافيه                 | سيتم إصداره في 22 November 2013                |
| 2013    | Satyagraha              | سوميترا                | تم إصداره في August 30, 2013                   |

## وصلات خارجية
- أمريتا راو على موقع IMDb (الإنجليزية)
- أمريتا راو على موقع ألو سيني (الفرنسية)
- أمريتا راو على موقع أول موفي (الإنجليزية)
- أمريتا راو على موقع قاعدة بيانات الفيلم (الإنجليزية)